# CryptoPunks
Les CryptoPunks sont une collection de NFT représentant des personnages pixelisés créés par ordinateur.

## Historique
En 2017, Matt Hall et John Watkinson, développeurs de logiciels et fondateurs de Larva Labs, développent un générateur de personnages pixelisés et créent une série de 10 000 personnages qu'ils lient en juin à la blockchain Ethereum. La collection est composée de :
- 6 039 personnages masculins ;
- 3 840 personnages féminins ;
- 24 singes ;
- 88 zombies ;
- 9 aliens[1].

Images carrées de 24 pixels, générées par algorithme avec une grande variété d'accessoires et d'attributs comme des lunettes, une cigarette ou encore des chapeaux, leur rareté dépend du nombre de CryptoPunks possédant des éléments similaires.
En juin 2017, Hall et Watkinson mettent 90% de la collection en ligne gratuitement — les frais de la transaction sont tout de même payants — et chaque individu possédant un portefeuille Ethereum peut réclamer un personnage. Le premier jour, une vingtaine de personnages sont récupérés mais après la publication d'un article par Mashable, tous sont acquis en quelques heures,.
Au début de l'année 2018, profitant du développement de la blockchain, les CryptoPunks s'échangent pour 10 Ether (ETH), qui équivaut alors à 13 500 $.
En juin 2021, le CryptoPunk #7523 est vendu à New York par Sotheby's pour 11,7 millions de dollars, faisant alors du personnage numérique pixellisé au visage bleu le deuxième objet numérique le plus cher après Everydays: the First 5000 Days de Mike Winkelmann. Un mois plus tard, l'entreprise Visa acquiert le CryptoPunk #7610 pour 150 000 dollars.
En mars 2022, Yuga Labs, créateur des Bored Ape, rachète la collection de CryptoPunks.